# 愿望杯

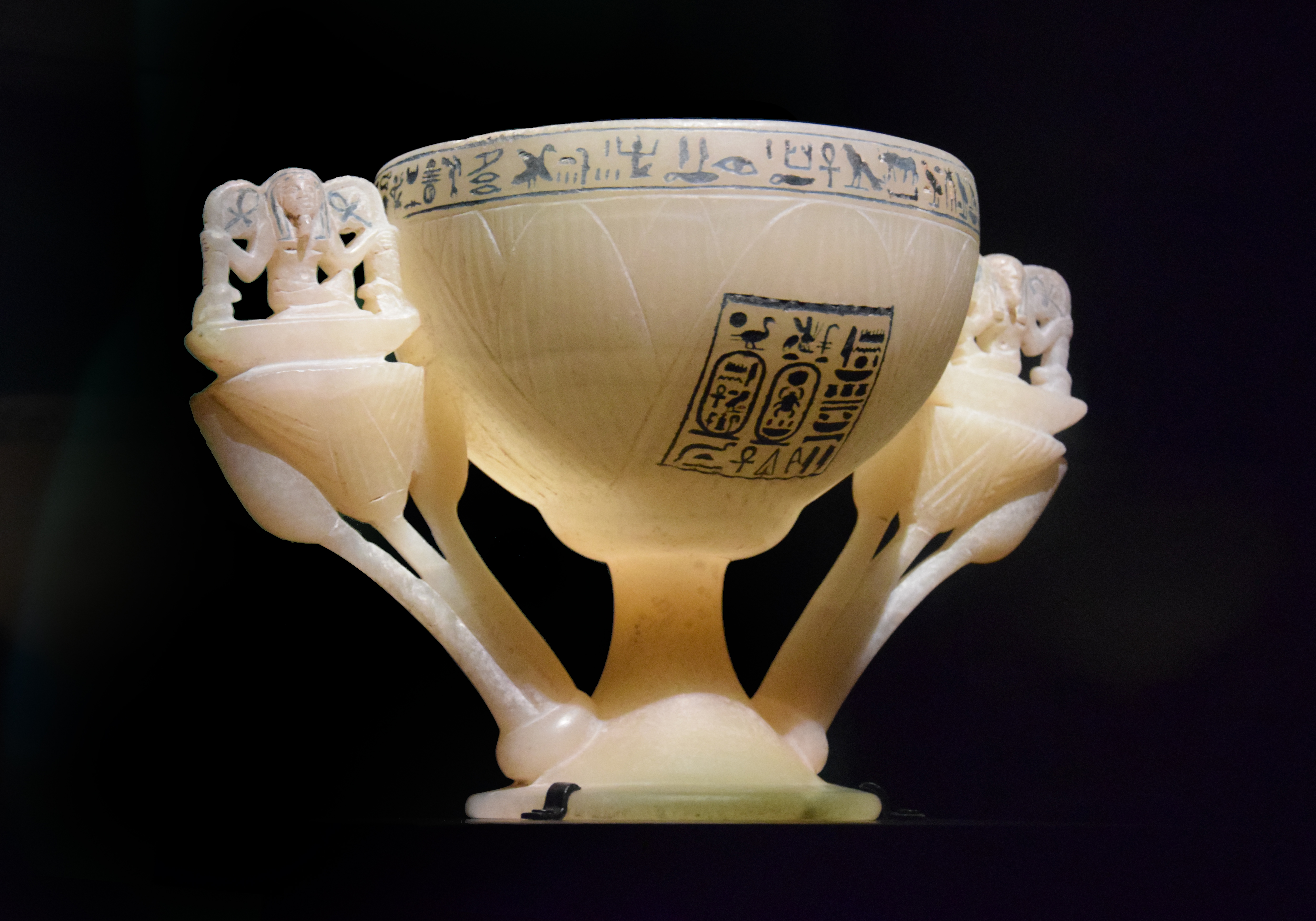
愿望杯

愿望杯是一個古埃及雪花石膏高腳酒杯，被发现于埃及第十八王朝法老图坦卡蒙墓穴的前厅，据埃及学专家推测，可能是盗墓者丢弃的。
杯上刻了一些古埃及文字，其中杯壁口的外沿刻着一句咒语：“愿你的灵魂长存，愿你度过千百万年，你，热爱底比斯的人，面朝北风坐着，双眼注视着幸福。”，發現此杯的哈瓦德·卡特因此稱它為「愿望杯」。